# ONE DIMENSION MAN
『ONE DIMENSION MAN』（ワン・ディメンション・マン）とは、1984年11月21日に発売された、ゴダイゴの8枚目のオリジナル・アルバムである。

## 解説
- 品番は、AF-7329。
- 全作詞:WILL WILLIAMS、全作曲:タケカワユキヒデ、全編曲:ゴダイゴ、アルバムコンセプト：ジョニー野村、全訳詞:山本安見。収録曲は全詞英語となっている。
- このアルバムは、『DEAD END』のような社会状況をテーマとした内容となっているが、歌詞は哲学的な内容のものが中心で、やや難解なものとなっている。
- 全曲とも、タケカワが制作したデモテープのアレンジをゴダイゴが再現するという製作手法が取られたため、編曲のクレジットが上記のような表記となっている。
- このアルバムからは、1曲もシングル・カットされていない。
- ドラムはリズムマシンではなくトミー・スナイダーが演奏している。
- このアルバム発売を最後にゴダイゴは活動休止（解散）してしまった。しかし、15年後に活動再開（再結成）され、オリジナル・アルバムを発表している。

## 収録曲
1. THE X-RAY VISION OF A POET（モナリザも泣いてる）
2. ONE DIMENSIONAL MAN（一次元の男）
3. SUPER MAN（彼はスーパーマン）
4. LET'S PLAY DEMOCRACY（民主主義のすすめ）
5. ON SALE NOW（マルチ商法）
6. THE α BET（αベット）
7. LET'S CALCULATE（計算天国）
8. WE BURNED OUR WORDS（言葉）
9. EINSTEIN'S DILEMMA（アインシュタインの葛藤(ジレンマ)）